# Radek Smoleňák
Radek Smoleňák, född 3 december 1986 i Prag, Tjeckoslovakien, nuvarande Tjeckien, är en tjeckisk ishockeyspelare. Han spelar för KHL Medveščak Zagreb i KHL. Han har bland annat spelat för Tampa Bay Lightning och Chicago Blackhawks i NHL.
I NHL-draften 2005 blev han draftad i tredje rundan, som nummer 73 totalt, av Tampa Bay Lightning.

## Klubbar
- HC Rabat Kladno, Moderklubb–2004, 2011
- Kingston Frontenacs, 2004–2006
- Springfield Falcons, 2006–2007
- Johnstown Chiefs, 2006–2007
- Norfolk Admirals, 2007–2010
- Mississippi Sea Wolves, 2007–2008
- Tampa Bay Lightning, 2008–2009
- Chicago Blackhawks, 2009–2010
- Abbotsford Heat, 2009–2010
- HC Sparta Prag, 2010–2011
- Ässät, 2011–2012
- Pelicans, 2012, 2013
- Torpedo Nizjnij Novgorod, 2012–2013
- Timrå IK, 2013
- HK Jugra Chanty-Mansijsk, 2013–2014
- HC TPS, 2014
- Modo Hockey, 2014–2015
- KHL Medveščak Zagreb, 2015–